# 日経BPクラシックス
日経BPクラシックス（にっけいビーピークラシックス）は、日経BPが刊行している古典新訳シリーズである。2008年4月に創刊。巻末の「発刊にあたって」で、「一般教養としての古典ではなく、現実の問題に直面し、その解決を求めるための武器としての古典。それを提供することが本シリーズの目的である。原文に忠実であろうとするあまり、心に迫るものがない無国籍の文体。過去の権威にすがり、何十年にもわたり改めることのなかった翻訳。それをわれわれは一掃しようと考える。」とシリーズ刊行の目的を掲げた。
ミルトン・フリードマン『資本主義と自由』とピーター・ドラッカー『マネジメント 務め・責任・実践』（4分冊）を皮切りに発足。
研究者・学者ではなく気鋭のプロ翻訳家を起用し、経済学、経営学、政治学、哲学を中心とした「いま読むべき」古典を従来の翻訳調ではない平易な日本語訳で刊行している。装丁と造本設計を担当しているのは、cozfishの祖父江慎と佐藤亜沙美、柴田慧、福島よし恵、鯉沼恵一、志間かれん、根本匠、坂口和巳。シリーズの編集担当は黒沢正俊。

## 刊行一覧
- ミルトン・フリードマン『資本主義と自由』（村井章子訳）
- ピーター・ドラッカー『マネジメント―務め、責任、実践』（4分冊、有賀裕子訳）
- ジョン・K・ガルブレイス『大暴落1929』（村井章子訳）
- マックス・ウェーバー『職業としての政治/職業としての学問』（中山元訳）
- ジェラルド・カーティス『代議士の誕生』（山岡清二・大野一訳）
- ミルトン・フリードマン、アンナ・シュウォーツ『大収縮1929-1933　「米国金融史」第7章』（久保恵美子訳）
- マックス・ウェーバー『プロテスタンティズムの倫理と資本主義の精神』（中山元訳）
- ヘンリー・ハズリット『世界一シンプルな経済学』（村井章子訳）
- ウォルター・バジョット『ロンバード街　金融市場の解説』（久保恵美子訳）
- ジョン・スチュアート・ミル『自由論』（山岡洋一訳）
- カール・マルクス『資本論　経済学批判 第1巻』（4分冊、中山元訳）
- ダグラス・C・ノース『経済史の構造と変化』（大野一訳）
- カール・ポパー『歴史主義の貧困』（岩坂彰訳）
- アダム・スミス『道徳感情論』（村井章子・北川知子訳）
- サミュエル・B・グリフィス『グリフィス版 孫子　戦争の技術』（漆嶋稔訳）
- ジェームズ・Ｍ・ブキャナン、リチャード・Ｅ・ワグナー『赤字の民主主義　ケインズが遺したもの』（大野一訳）
- グレアム・アリソン、フィリップ・ゼリコウ『決定の本質　キューバ・ミサイル危機の分析　第2版』（2分冊、漆嶋稔訳）
- ヨーゼフ・シュンペーター『資本主義、社会主義、民主主義』（2分冊、大野一訳）
- フリードリヒ・ハイエク『隷従への道』（村井章子訳）
- マックス・ウェーバー『世界宗教の経済倫理　序論・中間考察』（中山元訳）
- カール・シャピロ、ハル・ヴァリアン『情報経済の鉄則　ネットワーク型経済を生き抜くための戦略ガイド』（大野一訳）
- カール・シュミット『陸と海　世界史的な考察』（中山元訳）
- ロバータ・ウォルステッター『パールハーバー　警告と決定』（北川知子訳）
- フリードリヒ・ハイエク『貨幣発行自由化論　競争通貨の理論と実行に関する分析』（村井章子訳）改訂版
- ジョン・メイナード・ケインズ『雇用、金利、通貨の一般理論』（大野一訳）
- カール・シュミット『政治神学　主権の学説についての四章』(中山元訳）
- W・エドワーズ・デミング『危機からの脱出』（2分冊、成沢俊子、漆嶋稔訳）
- ジョン・スチュアート・ミル『功利主義』(中山元訳)
- マルティン・ハイデガー『技術への問い』(中山元訳）

刊行予定
・カール・ポランニー『大転換』(大野一訳）
・デイヴィッド・リカード『経済学と課税の原理』（村井章子訳）